# Hermano Henning
Hermano Antônio Henning (Guararapes, 12 de outubro de 1945) é um jornalista brasileiro. Filho de imigrantes alemães, é pai do jornalista e narrador esportivo André Henning.

## Carreira
Hermano Henning começou no rádio ainda adolescente, em Guararapes. Trabalhou em várias emissoras, entre elas a Deutsche Welle, na Alemanha. Passou também pelo jornal O Estado de S. Paulo e pela revista Veja, até chegar à televisão. Durante mais de 10 anos, exerceu o cargo de correspondente internacional da Rede Globo de Televisão, trabalhando em Londres, Bonn, Washington e Nova York. Chegou a atuar na antiga Rede Manchete. Entre os seus trabalhos mais importantes destacam-se o conflito entre Irã e Iraque, Guerra Civil de Angola, queda do Xá Mohammad Reza Pahlevi, Guerra do Golfo, Guerra das Malvinas, Invasão Americana no Haiti, atentado de Oklahoma, e das morte dos papas Paulo VI e João Paulo I, do Presidente Josip Broz Tito na Iugoslávia e do cantor e compositor Tom Jobim. Participou da Primeira Expedição Brasileira à Antártica.
Participou também da cobertura de várias Copas do Mundo, desde a que foi realizada em 1978, e cobriu as Olimpíadas de Moscou (1980), Los Angeles (1984), Barcelona (1992) e Atlanta (1996).
Em 1983, após um período como correspondente internacional para o Fantástico, foi transferido para a TV Aratu, então afiliada da Globo na Bahia, afim de ampliar a cobertura do Jornal Nacional no estado.
Em 1989 migrou para o SBT, mas em 1992 retornou como correspondente da Rede Globo em Nova Iorque. Em 1996 de volta ao SBT foi correspondente e apresentador do TJ Brasil. A partir de 1999, esteve à frente do Jornal do SBT Noite, até ser substituído por Carlos Nascimento, em 2006. Em 2010, Hermano apresentou o programa Horse Brasil, exibido pelo Canal Rural. Desde então passou a ser âncora do SBT Manhã, ganhando a companhia de Analice Nicolau. Em 22 de setembro de 2014, Hermano voltou a apresentar o Jornal do SBT, dessa vez ao lado de Karyn Bravo, e posteriormente Analice Nicolau.
Em 2 de janeiro de 2017, com a extinção do Jornal do SBT, foi transferido para o SBT Notícias num revezamento com outros cinco apresentadores no noticiário de mais de seis horas de duração. Em fevereiro de 2017 foi demitido sem nenhuma explicação do canal após 23 anos de trabalhos prestados. Em 2017 fez uma rápida passagem pela TV Câmara de Guarulhos como diretor de jornalismo, reestruturando o setor da emissora. Em maio de 2018, Hermano acerta com a RBTV e estreia no dia 16 de setembro apresentando o telejornal RB Notícias.

## Filmografia
| Ano            | Título                         | Função                 | Emissora    |
| -------------- | ------------------------------ | ---------------------- | ----------- |
| 1977–78        | Jornal Nacional                | Correspondente         | TV Globo    |
| 1978–82        | Jornal Nacional                | Correspondente         | TV Globo    |
| 1983–89        | Fantástico                     | Repórter internacional | TV Globo    |
| 1989–91        | TJ Brasil                      | Correspondente         | SBT         |
| 1992–95        | Jornal Nacional                | Correspondente         | TV Globo    |
| 1996–97        | TJ Brasil                      | Correspondente         | SBT         |
| 1997           | TJ Brasil                      | Apresentador           | SBT         |
| 1997–98        | CBS Telenoticias/Jornal do SBT | Apresentador           | SBT         |
| 1997–98        | CBS Telenoticias/Jornal do SBT | Apresentador           | CBS         |
| 1998–05        | SBT Repórter                   | Apresentador           | SBT         |
| 1999-06        | Jornal do SBT                  | Apresentador           | SBT         |
| 2006–13        | Jornal do SBT Manhã            | Apresentador           | SBT         |
| 2007–19        | Horse Brasil                   | Apresentador           | Canal Rural |
| 2013-14        | SBT Manhã                      | Apresentador           | SBT         |
| 2014–16        | Jornal do SBT                  | Apresentador           | SBT         |
| 2016–17        | SBT Notícias                   | Apresentador           | SBT         |
| 2018–23        | RB Notícias                    | Apresentador           | Rede Brasil |
| 2023– presente | Brasil News                    | Apresentador           | Rede Brasil |